# Philosopher's Information Center
Il Philosopher's Information Center è un'organizzazione senza scopo di lucro con finalità educative, fondata nel 1967 da Richard H. Lineback, della quale al 2020 è stato anche l'unico presidente.
Il centro aggiorna il The Philosopher's Index, una bibliografia completa delle pubblicazioni nell'ambito della filosofia e delle discipline affini, che censisce i titoli date alle stampe a decorrere dal 1902 in 140 Paesi.
Fra le pubblicazione del centro in collaborazione con la casa editrice EBSCO, l'Università dell'Illinois - Urbana-Champaign e con la Bowling Green State University si ricordano le seguenti: l'l'International Directory of Philosophy, il The Philosopher's Index Thesaurus, la rivista accademica di storia della filosofia History of Philosophy Quarterly e la rivista Philosophy research archives, poi ridenominata Journal of Philosophical Research.